# Lurgorri
José María Azcárraga Mozo, también José María Azkarraga Mozo, más conocido por su pseudónimo Lurgorri (Rentería, 29 de octubre de 1916 - Derio, 1937), fue un escritor y político español de ideología nacionalista vasca, miembro del Partido Nacionalista Vasco (PNV). El sindicato estudiantil Lurgorri Ikasle Elkartea, lleva su nombre en su memoria.

## Familia y primeros años
José María Azcárraga nació en Rentería, la localidad natal de su madre, Juana Mozo Ocio. Su padre, José María Azcárraga Urmeneta, era natural de Salvatierra y trabajaba como funcionario del Ministerio de Instrucción Pública. Azcárraga Urmeneta había aprobado las oposiciones al Ministerio con 21 años y llegó a Madrid en 1907. En la capital, frecuentó los ambientes vasquistas, recibiendo clases de euskera en el Ateneo madrileño, y coincidiendo con los vitorianos Odón y Ángel Apraiz, el músico Abdón González de Alaiza, el barítono Celestino Sarobe o el compositor de Zumárraga Juan Ignacio Busca.
Posteriormente volvió a las provincias vascas, obteniendo destino en Rentería, donde se casó en 1914 con una natural del lugar. Al año siguiente nació su primera hija, María Dolores. Al año siguiente nació el pequeño José María. Sin embargo, poco después de su nacimiento, la familia se trasladó a Bilbao, a cuyo Instituto de Enseñanza Media había sido trasladado su padre como secretario. Allí cursó José María hijo sus primeros estudios y nacieron otros dos hermanos, Emiliano (1919) y Begoña (1920). Los padres de Lurgorri eran nacionalistas vascos convencidos.
Desde 1925 la familia Azcárraga pasaba las vacaciones veraniegas en la localidad alavesa de Aramayona, una localidad rural y fundamentalmente vascohablante. Lurgorri mantuvo una relación muy estrecha con Aramayona durante el resto de su vida. De hecho, el pseudónimo que adoptó fue el nombre de un monte de la zona, el monte Lurgorri.

## Traslado a Madrid y compromiso político
En 1929 José María se trasladó con su familia, siguiendo un nuevo cambio de destino de su padre, a Madrid. Durante la década de 1930 José María Azcárraga comenzó sus estudios en la Facultad de Derecho de la Universidad Central de Madrid. En Madrid se afilió al Euzko Ikasle Batza (Agrupación de Estudiantes Vascos), una asociación de estudiantes nacionalistas vascos desplazados en la capital de España, siendo presidente de dicha asociación entre 1933 y 1935 (en su libro Los vascos en el Madrid sitiado, Jesús de Galíndez indica que Lurgorri lo fue entre 1934 y 1935). En 1933 se afilió también al Partido Nacionalista Vasco, así como al sindicato Solidaridad de Obreros Vascos (actual ELA-STV). Además de en Madrid, su actividad política se desarrolló los veranos en Aramayona y el valle de Léniz (correspondiente a la actual comarca del Alto Deva). Es en esta época cuando empezó a usar el pseudónimo de "Lur-gorri" en artículos de opinión en revistas y periódicos. Colaboró con Amayur (revista del PNV en Navarra), Euzko Langille (el periódico del SOV) y Euzkadi (el órgano de comunicación oficial del PNV), abordando temas sociales, políticos, culturales y económicos. También escribió ensayos, que no llegaron a ser publicados.

## Guerra Civil
Al estallar la Guerra Civil, Lurgorri se encontraba de veraneo en Aramayona. La zona no cayó en manos de los sublevados y Lurgorri permaneció allí hasta mediados de agosto, cuando el Partido Nacionalista Vasco comenzó a adiestrar militarmente a sus voluntarios. Lurgorri se incorporó a las Milicias Vascas que, surgidas en Azpeitia, fueron el embrión del Ejército Vasco (Euzko Gudarostea). Permaneció en el Cuartel General de las Milicias Vascas del Valle de Léniz como comisario de finanzas, pasando después a Elorrio.
Con la aprobación del estatuto de autonomía y la asunción de responsabilidades militares por el Gobierno de Euzkadi, los batallones del PNV se integraron en el Ejército Vasco. Lurgorri fue nombrado comisario del Batallón Ariztimuño. Posteriormente, siguiendo órdenes del partido, trabajó como corresponsal de guerra tanto en el frente vasco como en Asturias. Publicó en Gudari, la revista del Ejército Vasco. El 6 de agosto de 1937 fue nombrado comisario de la primera compañía del Batallón San Andrés, formado fundamentalmente por militantes de STV.
Fue hecho prisionero el 28 de agosto de 1937 tras la rendición del Ejército Vasco en Santoña. Dos meses después fue juzgado. Aunque se reconoció "que no ha[bía] intervenido en hechos de armas ni [..] en detenciones, saqueos ni hechos delictivos" el juicio apreció "una mayor trascendencia de los hechos realizados y mayor peligrosidad [..], con referencia al procesado José María Azcárraga Mozo, quien en el acto de la vista hizo constar que había luchado por la libertad de su patria que era Euzkadi", siendo condenado a muerte. El 28 de noviembre fue trasladado a la prisión de Larrinaga en Bilbao, y el 16 de diciembre fue fusilado contra el muro del cementerio de Derio. Sus últimas palabras fueron "Gora Euzkadi askatuta" (Viva Euskadi libre)